# غدة هالية
الغدد الهالية أو الغدد اللَعوِيّة (بالإنجليزية: Areolar glands)‏ أو غدد مونتغمري (بالإنجليزية: Glands of Montgomery)‏ هي غدد زهمية توجد في الهالة المحيطة بالحلمة.
الغدد تفرز مادة دهنية للحفاظ على الحلمة والمنطقة المحيطة بها محمية ومدهنة. قد يكون لهذه المادة الدهنية تأثير شمي محفز لشهية الأطفال حديثي الولادة.
يدعى الجزء الخارجي من الغدد بحديبات مونتغمري (بالإنجليزية: Montgomery tubercles)‏ وهي نتوءات مدورة توجد حول الحلمة أو على الحلمة نفسها. تبرز وترتفع هذه الحديبات عند تحفيز الحلمة، كما أن الجلد الذي يعلوها سيكون مزيتاً وأنعم من بقية أجزاء هالة الحلمة. تبدو الحديبات بوضح أكثير أثناء الحمل.
يختلف عدد الغدد من 4 إلى 28 لكل حلمة.
تحمل الغدد اسم طبيب التوليد الأيرلندي وليام فذرستون مونتغمري (1797-1859) الذي وصفها أول مرة عام 1837.